# Hochkar
Das Hochkar ist ein 1808 m ü. A. hohes Bergemassiv der Ybbstaler Alpen an der Grenze von Niederösterreich und der Steiermark. Das Hochkar fällt nach Süden steil zu den Tälern des Lassingbachs und der Salza ab, während seine Nordflanke sanfter ist und zur Ybbs entwässert.

## Geographie
Im Hochkargebiet liegt der Hochkarschacht, eine Schachthöhle, sowie das ausgedehnte Leckermoos-Hochmoor auf etwa 860 m Seehöhe. Dieses dehnt sich über 10 ha aus und wird primär durch gelbbraune sowie rötliche Torfmoose und Bergkiefern (Latschen) dominiert. Eine Wandertour, ausgehend von Göstling an der Ybbs, führt am Hochmoor vorbei, das in ca. 45 Minuten umrundet werden kann.

## Touristische Erschließung
Von Lassing (Gemeinde Göstling an der Ybbs) führt die Hochkaralpenstraße auf das Hochkar, die bei Bedarf auch die Grundlage der Buslinie 643 des Verkehrsverbunds Ost-Region bildet. Das Hochkar-Schutzhaus befindet sich auf 1491 m.
Am Hochkar besteht ein Skisportzentrum (Hochkar Bergbahnen, Sitz in Göstling an der Ybbs) Es ist mit rund 20 km Pisten und neun Aufstiegshilfen, davon sechs Sessellifte, das bedeutendste Wintersportgebiet Niederösterreichs. Im September 2012 wurde bekannt, dass das Land Niederösterreich und die Schröcksnadel-Gruppe das Skigebiet übernehmen und in den nächsten drei Jahren fünf Millionen Euro in dessen Ausbau und Betrieb investieren werden.
Im Juni 2015 wurde der Hochkar 360°-Skywalk eröffnet, der rund um den Noten, einem Nebengipfel des Hochkars, angelegt ist. Höhepunkte der aus Stahl gefertigten Anlage sind eine 60 Meter lange Hängebrücke und eine Aussichtsplattform, die 8,5 Meter über die Felsen hinausragt und an der Spitze 120 Meter über dem Abgrund schwebt. Von hier bietet sich ein guter Ausblick auf die Gipfel des Gesäuses bis hin zum Dachstein.